# Gilded Age

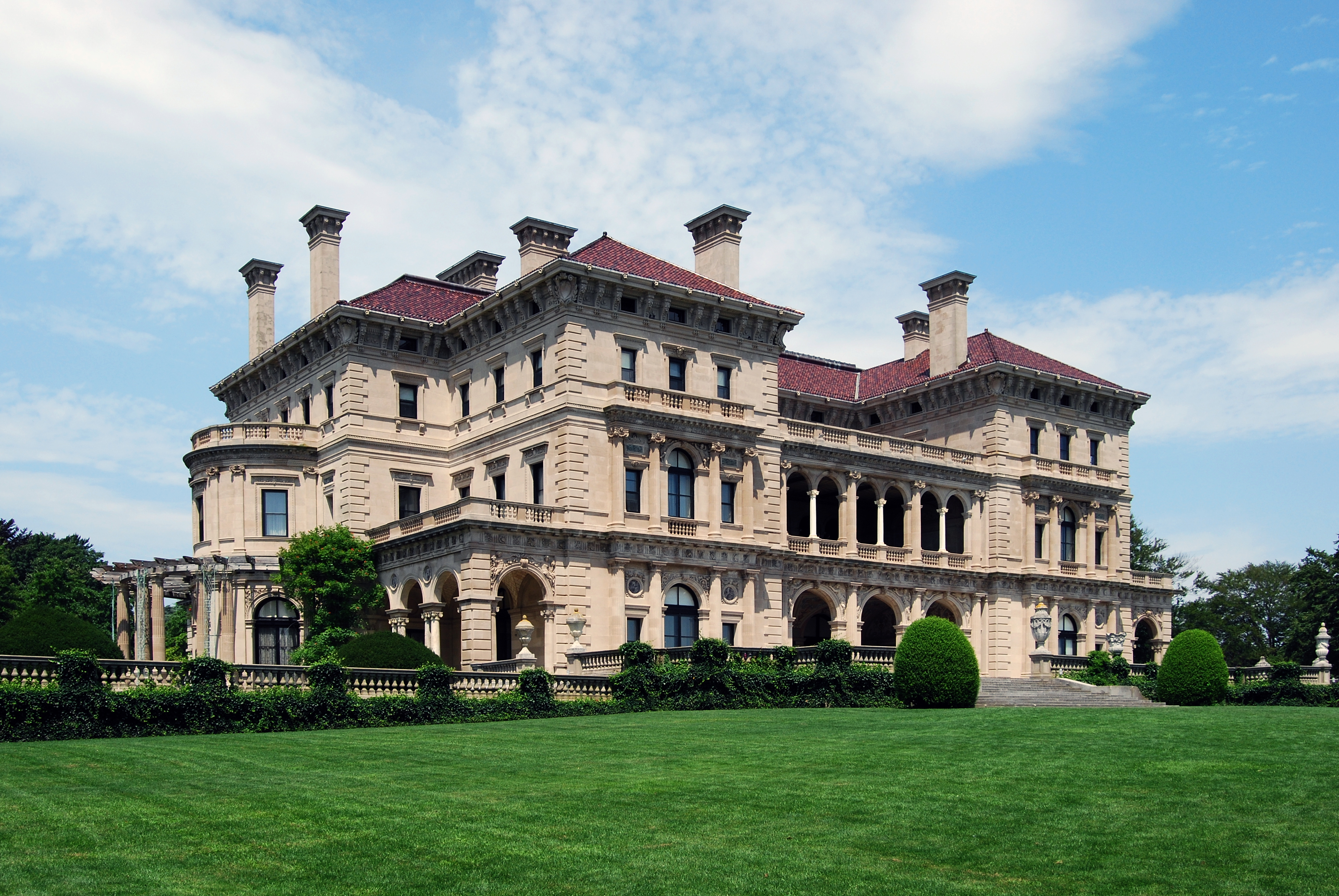
Der herrschaftliche Sommersitz The Breakers in Newport (Rhode Island) entstand während des Gilded Age

Gilded Age bezeichnet die Ende des 19. Jahrhunderts dem Sezessionskrieg nachfolgende wirtschaftliche Aufschwungphase in den Vereinigten Staaten von Amerika.

## Begriffsprägung
Der Ausdruck Gilded Age („Vergoldetes Zeitalter“, also nicht etwa Goldenes Zeitalter) wurde von Mark Twain geprägt. Er bezieht sich darauf, dass diese Zeit zwar nach außen hin eine Zeit wirtschaftlichen Aufschwungs und technologischen Fortschritts war, aber zugleich auch mit großer Armut, vor allem in den Städten, und politischer Korruption auf allen Ebenen verbunden war. Während dieser Zeit wandelten sich die bisher eher agrarisch und ländlich geprägten Vereinigten Staaten durch Industrialisierung und rasches Wachstum der Städte zu einer modernen Industriegesellschaft. In dem – abgesehen von der Plantagenwirtschaft – hauptsächlich kleinbäuerlich strukturierten und damit eher egalitären Land entstanden gewaltige soziale Unterschiede.

## Zeitliche Abgrenzung
Anfang und Ende des Gilded Age sind unscharf. Als Beginn der Periode gelten die 1870er Jahre; häufig wird das Ende der Reconstruction nach dem Sezessionskrieg, das durch den Abzug der nördlichen Besatzungstruppen aus den Südstaaten 1877 markiert wird, als Anfangszeitpunkt genommen. Als Ende der Periode gilt die Wende zum 20. Jahrhundert, als neue politische und soziale Themen in den Vordergrund gestellt wurden. Diese Zeit bis zum Eintritt der Vereinigten Staaten in den Ersten Weltkrieg 1917 wird als Progressive Era („Progressive Ära“) bezeichnet.
In Europa entspricht diese Periode im deutschsprachigen Raum der Gründerzeit, die zeitlich allerdings etwas früher anzusetzen ist, während Großbritannien im Viktorianischen Zeitalter den Höhepunkt kolonialer Weltherrschaft erreichte und in Frankreich die Belle Époque v. a. von großen Entwicklungen in Kultur, Kunst und Technologie geprägt war.

## Kernentwicklungen
Das Gilded Age war von einer großen Anzahl von Erfindungen geprägt. In den Jahren 1860 bis 1890 wurden über 500.000 neue Patente, wie für das Telefon, angemeldet. Dies waren zehnmal so viele wie in den vorangegangenen 70 Jahren.
Die Eisenbahn ersetzte die Flussschifffahrt als wichtigstes Verkehrsmittel, die erste Transkontinentale Eisenbahn wurde 1869 eröffnet.
In das Gilded Age fällt auch der Aufstieg von Andrew Carnegie (Stahlindustrie), John D. Rockefeller (Ölindustrie), Cornelius Vanderbilt (Eisenbahnunternehmen) und John Pierpont Morgan (Investmentbanking) als vermögendste und einflussreichste Unternehmer („Tycoons“) der Vereinigten Staaten.
In dieser Zeit erfolgte eine millionenfache Einwanderung in die Vereinigten Staaten. So kamen zwischen 1865 und 1890 über 10 Millionen Immigranten vor allem aus Nord- und Westeuropa und zwischen 1890 und 1920 ca. 16 Millionen überwiegend aus Osteuropa. Durch Einwanderung und Binnenwanderung (nicht zuletzt aus dem verarmten Süden) entstanden Armenviertel wie die Five Points in New York City.
Die politische Korruption war auf allen Ebenen enorm, die Parteien wurden vor dem Hintergrund des Spoils system („Beutesystem“) in erster Linie als Verteilungsmaschinerie für Pfründen betrachtet. Dies geschah privatwirtschaftlich unter anderem in Verbindung mit dem Ausbau der Eisenbahn in den Vereinigten Staaten und den damit einhergehenden Landzuweisungen und -verkäufen, aber auch Aktiengeschäften. Hier ist als Beispiel das Kreditinstitut Crédit Mobilier of America zu nennen, das offiziell den Bau der Union Pacific Railroad finanzierte, aber tatsächlich als Frontorganisation Bestechungsgelder verteilte. Die Affären in diesem Zusammenhang begannen schon in der von Korruptionsskandalen überschatteten Präsidentschaft Grants und setzten sich in den folgenden Jahrzehnten fort. Bekannte Beispiele für politische Ämterpatronage und Klientelismus im öffentlichen Dienst waren im Bundesstaat New York die demokratische Seilschaft um die Tammany Hall sowie das Netzwerk der republikanischen Stalwarts („Feste, Starke, Mutige“) um die Zollbehörde im New Yorker Hafen. Auf nationaler Ebene dienten vor allem der United States Postal Service und das Innenministerium zur Postenverteilung im Spoils system.
Beginnend mit dem auf einem politischen Kuhhandel (Kompromiss von 1877) basierenden Sieg von Rutherford B. Hayes bei einem der umstrittensten Präsidentschaftswahlergebnisse der amerikanischen Geschichte, verloren die Präsidenten an Einfluss gegenüber dem Kongress und insgesamt an Exekutivgewalt im Vergleich zu Abraham Lincoln. Sie konnten nur wenig politische Impulse setzen und sich nicht mehr als eine Periode im Amt halten (die einzige Ausnahme, Grover Cleveland, hatte seine beiden Amtszeiten nicht unmittelbar hintereinander). Einen neuen Stil brachten erst die Präsidentschaften William McKinleys und vor allem Theodore Roosevelts. In Anlehnung an eine Erzählung von Thomas Wolfe werden die sich ähnelnden Hayes, James A. Garfield, Chester A. Arthur und Benjamin Harrison auch als die vier verlorenen Präsidenten bezeichnet.

### Belletristik
- Mark Twain, Charles Dudley Warner: The Gilded Age: A Tale of Today. 1873.

### Sachbücher
- Leon Fink: The Long Gilded Age: American Capitalism and the Lessons of a New World Order. University of Pennsylvania Press, Philadelphia 2018, ISBN 978-0-8122-2413-9.
- Richard White: The Republic for Which It Stands: The United States during Reconstruction and the Gilded Age, 1865-1896. Oxford University Press, New York 2017, ISBN 978-0-19-973581-5.
- Rebecca Edwards: New Spirits: Americans in the Gilded Age, 1865-1905. Oxford University Press, New York 2015, ISBN 978-0-19-021717-4.
- Zephyr Teachout: Corruption in America: From Benjamin Franklin’s Snuff Box to Citizens United. Harvard University Press, Cambridge 2014, ISBN 978-0-674-05040-2, S. 174–182 (= 8. The Gilded Age).
- Charles W. Calhoun: From Bloody Shirt to Full Dinner Pail: The Transformation of Politics and Governance in the Gilded Age. Hill & Wang, New York 2010, ISBN 978-0-8090-4793-2.
- Charles W. Calhoun (Hrsg.): The Gilded Age: Perspectives on the Origins of Modern America. 2. Auflage. Rowman & Littlefield, Lanham 2006, ISBN 978-0-7425-5038-4.
- John D. Buenker, Joseph Buenker (Hrsg.): Encyclopedia of the Gilded Age and Progressive Era. Sharpe Reference, Armonk 2005, ISBN 978-0-7656-8051-8.
- Society for Historians of the Gilded Age and Progressive Era (Hrsg.): The Journal of the Gilded Age and Progressive Era. ISSN 1537-7814, vierteljährlich seit 2002.
- Sean Dennis Cashman: America in the Gilded Age. From the Death of Lincoln to the Rise of Theodore Roosevelt. 3. Aufl. New York University Press, New York 1993, ISBN 0-8147-1494-3.